# Резина

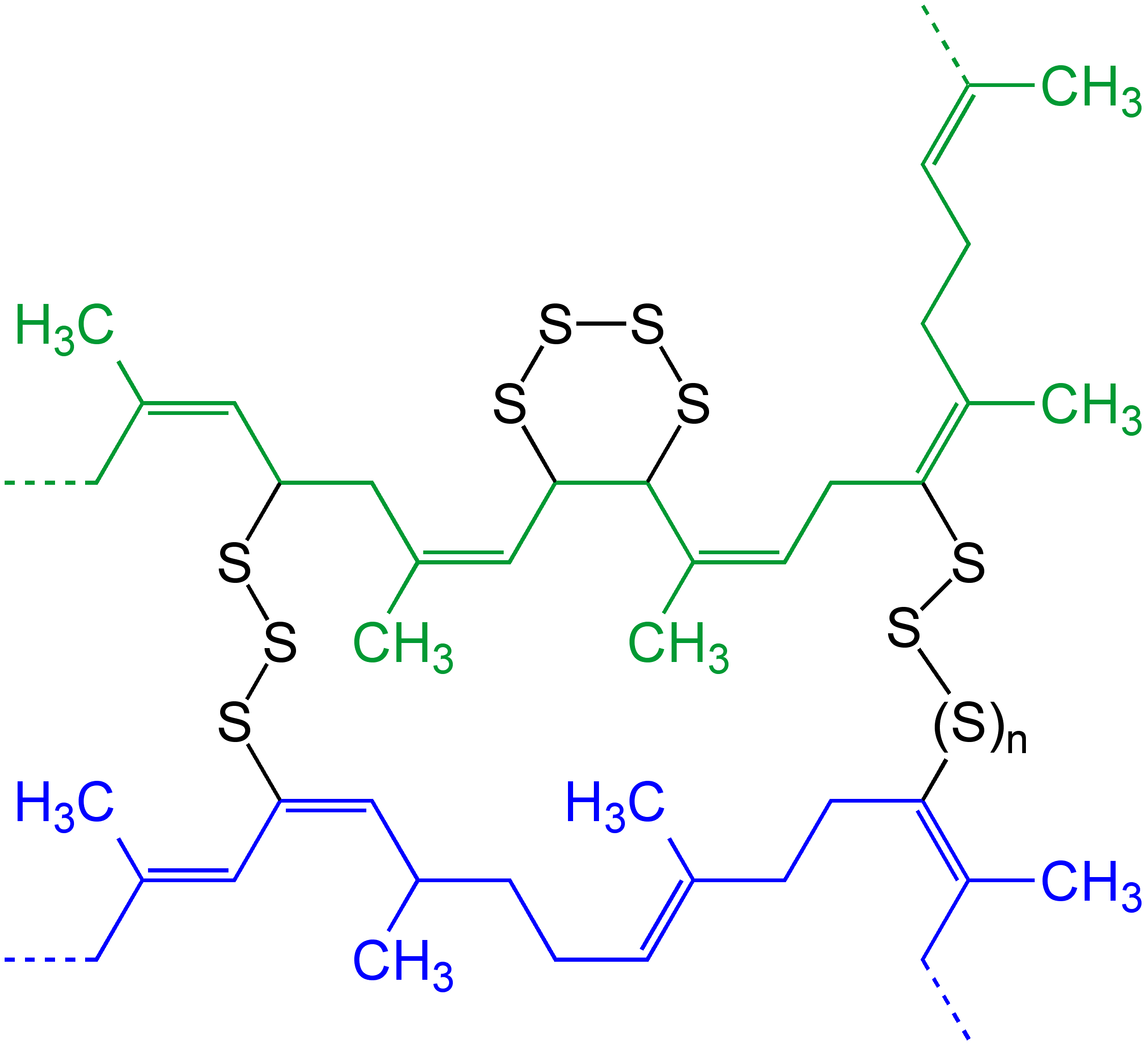
Образование резины вулканизацией полиизопрена (натурального каучука) серой

Рези́на (от лат. resina «смола») — эластичный материал, получаемый вулканизацией натурального или синтетических каучука — смешиванием с вулканизирующим веществом (обычно серой или органическими пероксидами) с последующим нагревом.
По степени вулканизации резина разделяется на мягкую (1–3 % серы), средней твёрдости и твёрдую (более 30 % серы; эбонит).
Плотность около 1200 кг/м3, модуль упругости при малых деформациях E=1–10 МПа, коэффициент Пуассона μ=0,4–0,5; соотношение модуля упругости E и модуля сдвига G: {\displaystyle E=3G}.
Применяется для изготовления шин для различного транспорта, уплотнителей, шлангов, транспортёрных лент, медицинских, бытовых и гигиенических изделий и др.

## История
История резины начинается с открытием американского континента. Издревле коренное население Центральной и Южной Америки, собирая млечный сок т. н. каучуконосных деревьев (гевеи), получали каучук. 
Ещё Колумб обратил внимание, что применявшиеся в играх индейцев тяжёлые монолитные мячи из чёрной упругой массы, отскакивают намного лучше, чем известные европейцам кожаные. Кроме мячей, каучук применялся в быту: изготовления посуды, герметизация днищ пирог, создание непромокаемых «чулок» (правда способ был довольно болезненным: ноги обмазывались каучуковой массой и держались над костром, в результате получалось непромокаемое покрытие); применялся каучук и как клей: с помощью него индейцы приклеивали перья к телу для украшения. Но сообщение Колумба о неизвестном веществе с необычными свойствами осталось незамеченным в Европе, хотя, несомненно, что конкистадоры и первые поселенцы Нового света широко использовали каучук.
Появление в Европе
По-настоящему Европа познакомилась с каучуком в 1744 г., когда вернувшийся из Америки путешественник Шарль Кондамин представил Французской академии наук образцы каучука и продемонстрировал способ его получения. Первое время практического применения в Европе каучук не получил.
Первое применение
Первым и единственным применением в течение примерно 80 лет было изготовление ластиков для стирания следов карандаша на бумаге. Узость применения каучука обусловливалась высыханием и твердением каучука.
Лишь в 1823 году шотландский химик и изобретатель Чарльз Макинтош нашёл способ возвращения каучуку свойства эластичности.
Он изобрёл также водонепроницаемую ткань, получаемую пропиткой плотной материи раствором каучука в керосине. Из этой материи стали изготовлять непромокаемые плащи (получившие по фамилии изобретателя ткани нарицательное название «макинтош»), галоши, непромокаемые почтовые сумки.
Но эти изделия из каучука имели существенный недостаток — затвердевали на холоде и размягчались в жару.

### Изобретение резины
В 1839 году американский изобретатель Чарльз Гудьир нашёл способ температурной стабилизации эластичности каучука — смешиванием сырого каучука с серой и последующим нагревом. Этот метод получил название вулканизация, и, вероятно, является первым промышленным процессом полимеризации. Продукт, получаемый в результате вулканизации, был назван резиной. После открытия Гудьира резина стала широко использоваться в машиностроении в качестве различных уплотнителей и рукавов и в зарождающейся электротехнике, индустрия которой остро нуждалась в хорошем изоляционном эластичном материале для изготовления кабелей.
Развивающееся машиностроение и электротехника, а позже автомобилестроение потребляли всё больше резины. Для этого требовалось всё больше сырья. Из-за увеличения спроса в Южной Америке стали возникать и быстро развиваться огромные плантации каучуконосов, выращивающие монокультурно эти растения («Каучуковая лихорадка»). Позже центр выращивания каучуконосов переместился в Индонезию и Цейлон.
В дореволюционной России производство автомобильных шин, резинотехнических изделий и резиновой обуви в основном было сосредоточено в трёх городах:
Санкт-Петербурге — «Треугольник» (ныне «Красный треугольник»), в Риге — «Проводник» и «Россия» и в Москве — «Богатырь» (позже «Красный богатырь»), «Вулкан» (ныне «Альфапластик»).

### Производствосинтетических каучуков
После того, как резина стала широко применяться и природные источники каучука не могли покрыть возросшие потребности, стало ясно, что надо найти замену сырьевой базе в виде каучуконосных плантаций. Проблема усугублялась тем, что плантациями монопольно владели несколько стран (основной из них была Великобритания), кроме того, сырьё было достаточно дорогим из-за трудоёмкости выращивания каучуконосов и сбора каучука и больших транспортных расходов.
Поиск альтернативного сырья шёл несколькими путями:
- Поиск растений-каучуконосов, которых можно было бы культивировать в субтропическом и умеренном климате. В США инициаторами этого направления были Томас Эдисон и Генри Форд. В России и СССР над этой проблемой работал Николай Вавилов.
- Производство синтетических каучуков из нерастительного сырья. Начало этому направлению дали опыты Майкла Фарадея по исследованию химического состава и структуры каучука. В 1878 году Гюстав Бушарда открыл реакцию превращения изопрена в каучукоподобную массу. В 1910 году Иван Кондаков открыл реакцию полимеризации диметилбутадиена.

Интенсивно производство синтетических каучуков стало развиваться в СССР, который стал пионером в этой области. Это было связано с острой нехваткой резины для интенсивно развивающейся промышленности, отсутствием эффективных природных каучуконосов на территории СССР и ограничением поставок каучуков из-за рубежа. Проблема налаживания крупнотоннажного промышленного производства синтетической резины была успешно решена, несмотря на скептицизм некоторых зарубежных специалистов (самый известный из них — Эдисон).

## Разновидности резин
Резины делятся по назначению на 10 типов:
- маслобензостойкие;
- кислото-щелочестойкие;
- агрессивостойкие;
- теплостойкие;
- морозостойкие;
- температуростойкие;
- озоностойкие;
- токопроводящие;
- износостойкие;
- радиационностойкие.

## Применение
Резина используется в производстве автомобильных, мотоциклетных, велосипедных и авиационных шин, резинотехнических изделий, — в том числе транспортёрных лент, приводных ремней, напорных и напорно-всасывающих рукавов, дюритовых изделий, технических резиновых пластин, резиновых колец, резиновых и резиноармированных манжет и других уплотнителей, виброизоляторов и вибродемпферов, а также резиновых напольных покрытий, в том числе резинового линолеума и резиновой обуви например, сапог, галош.
Гуммирование (нанесение резинового или эбонитового слоя) на металлические изделия широко применяется для защиты их от коррозии и других вредных воздействий. Во многих отраслях промышленности, таких как производство бумаги, металлопроката, плёнки, металлической упаковки, мебельных щитов используются гуммированные валы.
Из латекса изготавливаются презервативы (средство контрацепции), медицинские и защитные перчатки, специальные костюмы для войск РХБЗ и гражданской обороны (шлем-маски противогазов, ОЗК, Л-1 и т. д.).
Помимо прочих ценных свойств резины заметное место занимает её высокая амортизационная способность, обусловленная высоким внутренним трением и, соответственно,большими тепловыми потерями при деформации, то есть преобразованием механической энергии деформации в тепловую. Косвенно амортизационная способность определяется по показателю эластичности по отскоку, для чего разработаны различные приборы: «Прибор типа Шоба», упругомер и т. п.

## Производство резинотехнических изделий
Прорезиненные ткани изготавливают на шпрединг-машинах из льняной, хлопчатобумажной или синтетической ткани пропиткой резиновым клеем (специальная резиновая смесь, растворённая в бензине, бензоле или другом подходящем легколетучем органическом растворителе.) После испарения растворителя получается прорезиненная ткань.
Для изготовления резиновых трубок, шнуров и уплотнителей с различными профилями сырую резину пропускают через шприц-машину (экструдер), в которой разогретая (до 100—110°) смесь продавливается через профилирующую головку (фильеру). В результате получают профиль или трубку, которые затем вулканизируют либо в вулканизационном автоклаве при повышенном давлении либо в вулканизационной «трубе» при нормальном давлении в среде циркулирующего горячего воздуха, либо в расплаве солей.
Изготовление дюритовых рукавов — резиновых шлангов, армированных волокнистой или проволочной оплёткой происходит следующим образом: из каландрованной резиновой смеси вырезают полосы и накладывают их на металлический дорн, наружный диаметр которого равен внутреннему диаметру изготавливаемого рукава. Края полос смазывают резиновым клеем и прикатывают роликом, затем накладывают один или несколько парных слоёв ткани либо оплетают металлической проволокой и промазывают их резиновым клеем, а сверху накладывают ещё слой резины. Далее собранную заготовку бинтуют увлажнённым бинтом и вулканизируют в автоклаве.

### Производство автомобильных покрышек
Автомобильные камеры изготовляют из резиновых труб, шприцованных или склеенных вдоль камеры. Существует два способа изготовления камер: формовой и дорновый. Дорновые камеры вулканизируют на металлических или изогнутых дорнах. Эти камеры имеют один или два поперечных стыка. После стыкования камеры в месте стыка подвергают вулканизации.
При формовом способе камеры вулканизируют в индивидуальных вулканизаторах, снабжённых автоматическим регулятором температуры. После изготовления во избежание склеивания стенок, внутрь камеры вводят молотый тальк.
Автомобильные покрышки собирают на специальных станках из нескольких слоёв особой ткани (корд), покрытой резиновым слоем. Тканевый каркас, то есть скелет шины, тщательно прикатывают, а кромки слоёв ткани заворачивают. Снаружи каркас покрывают двумя слоями металлокордного брекера, затем в беговой части покрывают толстым слоем резины, называемым протектором, а на боковины накладывают более тонкий слой резины. Собранную таким образом сырую шину подвергают вулканизации. Перед вулканизацией на внутреннюю часть сырой шины наносят антиадгезионную специальную разделительную смазку (окрашивают) для исключения прилипания к раздувающей диафрагме и лучшего скольжения диафрагмы во внутренней полости шины при формовании.

## Хранение резиновых изделий
Медицинские изделия
Жгуты, зонды хранятся в подвешенном состоянии на съёмных вешалках, расположенных под крышкой шкафа. 
Резиновые грелки, накладные круги, пузыри для льда хранят слегка надутыми. 
Съёмные резиновые части приборов необходимо хранить отдельно. 
Эластичные катетеры, медицинские перчатки, бужи, резиновые бинты, напальчники хранят в плотно закрытых коробках, присыпав молотым тальком. Резиновые бинты присыпают тальком по всей поверхности и хранят в скатанном виде.
Шкафы для резиновых изделий должны иметь плотно закрывающиеся дверцы и гладкую внутреннюю поверхность.
Отдельно хранят прорезиненную ткань в рулонах, горизонтально подвешенную на стойках. Можно хранить её на полках, уложенной не более, чем в 5 рядов. Эластичные лаковые бужи, катетеры, зонды хранят в сухом месте. Изделия бракуются, если появляется их клейкость и размягчение.
При потере эластичности резиновых перчаток их помещают в тёплый 5%-ый раствор аммиака на 15 мин., затем разминают и помещают на 15 мин. в 5%-ом водно-глицериновом растворе температурой 40-50 °С.